# Batalha de Mogúncia (406)
A Batalha de Mogúncia ou Batalha do Reno foi travada entre os invasores vândalos e seus aliados suevos e alanos contra os francos, federados do Império Romano, que defendiam a cidade de Mogoncíaco, atual Mogúncia (Mainz), na Alemanha, depois da infame travessia do Reno de 31 de dezembro de 406.
Os romanos dispunham de apenas onze guarnições para guardar toda a fronteira da Germânia. Porém, eles foram apoiados pelos francos, que ocupavam posições do Reno até o monte Tauno. Depois de uma feroz batalha, o rei dos vândalos Godegisel foi morto juntamente com 20 000 guerreiros. Eles foram salvos pela intervenção dos alanos liderados pelo rei Respendial que conseguiu finalmente repelir os francos. Apesar das pesadas perdas, os invasores conseguiram tomar a cidade e continuaram avançando pela Gália nos anos seguintes.
A batalha foi descrita brevemente por Gregório de Tours em sua História dos Francos.